# Max Schur
Max Schur (ur. 26 września 1897 w Stanisławowie, zm. 12 października 1969 w Nowym Jorku) – austriacki lekarz, psychoanalityk, wieloletni lekarz prowadzący Sigmunda Freuda.
Od 1914 w Wiedniu, gdzie studiował medycynę i uczęszczał na wykłady Freuda. W latach 1926–1932 uczył się psychoanalizy u Ruth Brunswick. Od 1929 z polecenia Marii Bonaparte został lekarzem prowadzącym Freuda. Razem z nim w 1938 emigrował do Londynu. Schur obiecał Freudowi, że zapobiegnie cierpieniom w ostatnich dniach życia i podał mu w odpowiednim czasie śmiertelną dawkę morfiny.
Po wojnie pracował w Stanach Zjednoczonych, na oddziale dermatologicznym Bellevue Hospital w Nowym Jorku.

## Wybrane prace
- The Id and the Regulatory Principles of Mental Functioning. International Universities Press, New York 1966
- Freud: Living and Dying. Hogarth, London 1972